# Museo Fabre
El Museo Fabre (Musée Fabre) es el principal museo de arte de la ciudad francesa de Montpellier, capital del departamento de Hérault.
El museo fue fundado por François-Xavier Fabre, pintor de Montpellier, en 1825; se abrió al público en 1828. En el quinquenio 2002-2007, el museo pasó por una profunda remodelación con un coste calculado en 61,2 millones de euros. Es uno de los lugares más destacados de Montpellier y cercano a la principal plaza de la ciudad, la Place de la Comédie, en el centro histórico. Un anejo al museo, bautizado con el nombre de "Pavillon du musée Fabre" ("Pabellón del museo Fabre") está abierto en un pabellón en la Esplanade.

## Colección
Las colecciones originales provienen de la donación de Fabre a beneficio de la municipalidad. 
Se muestran cerámicas de Grecia y del resto de Europa. Además, tiene una gran colección de pintura que va desde el siglo XVII hasta el XIX, con una amplia representación del movimiento de los luminophiles. 
Actualmente, las colecciones comprenden las obras de pintores como Eugène Delacroix, Frédéric Bazille y de Gustave Courbet. También hay escultura, como la de modernos creadores de origen languedociano como Aristide Maillol.

Pintura de los ss. XVI-XVIII:
Francia:
- Sébastien Bourdon
- Jacques-Louis David (Héctor, Retrato del Doctor Alphonse Leroy)
- Jean-Baptiste Greuze (Le Petit Paresseux, Twelfth Night Cake)
- Nicolas Poussin (Venus y Adonis)
- Jean Ranc
- Charles Matet

Fuera de Francia:
- Pedro de Campaña (El Descendimiento, hacia 1545)
- Alessandro Allori (Venus y Cupido) imagen
- Il Guercino
- Peter Paul Rubens
- Jacob Ruysdael
- David Teniers, el joven
- Paolo Veronese
- Bernini
- Francesco Guardi
- José de Ribera (María Magdalena)
- Francisco de Zurbarán (El arcángel Gabriel, Santa Águeda)

Pintura de los ss. XIX y XX, con algunos pintores fauvistas:

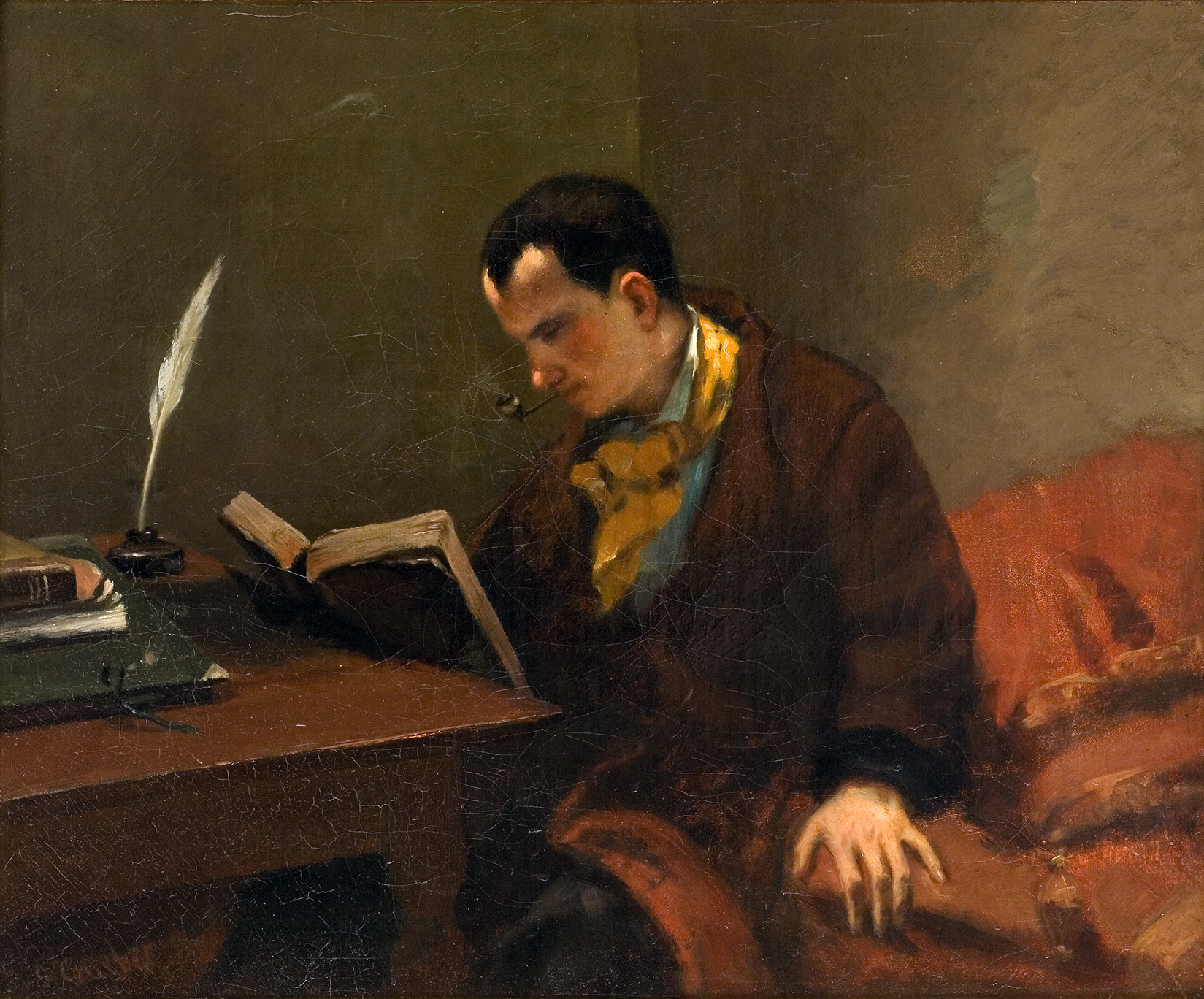
Retrato de Baudelaire, por G. Courbet, 1848, en el M.º Fabre

- Alexandre Cabanel (El ángel caído, 1847; Autorretrato, 1852, Fedra, 1880)
- Corot
- Frédéric Bazille (Vue de village, Aigues-Mortes, La Toilette, Atelier de la rue Furstenberg)
- Gustave Courbet (Los bañistas o Les Baigneuses, El encuentro)
- Eugène Delacroix (Fantasía, Mujeres argelinas en su habitación)
- Pierre-Auguste Renoir (Retrato de Bazille)
- Raoul Dufy
- Claude Monet
- Edgar Degas
- Berthe Morisot
- Albert Marquet
- Maria Helena Vieira da Silva

Escultura
- Antoine Bourdelle
- Jean-Antoine Houdon (Verano, invierno)
- Antonio Canova
- Aristide Maillol
- René Iché
- Germaine Richier

Dibujo
- Rafael Sanzio
- Daniele da Volterra
- Eustache Le Sueur
- Sébastien Bourdon
- Charles Le Brun
- Giambattista Tiepolo